# Số điện thoại

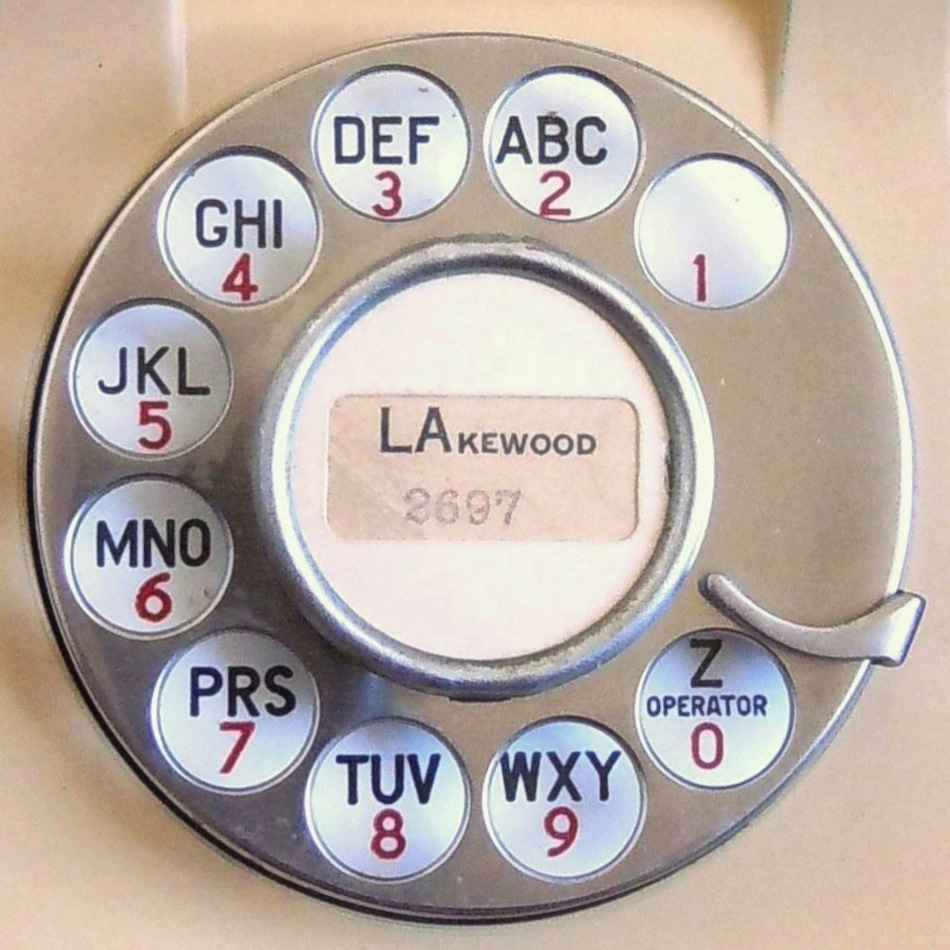

Số điện thoại là một dãy số được gán cho thuê bao điện thoại cố định, thuê bao điện thoại di động, các thiết bị truyền dữ liệu qua mạng điện thoại chuyển mạch công cộng (PSTN) hay các mạng công cộng và mạng riêng.
Số điện thoại hoạt động giống như một địa chỉ để chuyển hướng các cuộc gọi điện thoại đến đúng thuê bao người nhận thông qua hệ thống định tuyến mã đích. Số điện thoại do người gọi bấm vào điện thoại, điện thoại sẽ chuyển dãy số này thành một dãy các tín hiệu và gửi tới tổng đài điện thoại. Tổng đài sẽ kết nối cuộc gọi tới thuê bao lân cận cần gọi đến hoặc thông qua hệ thống PSTN chuyển tới bên nhận cuộc gọi.
Ý tưởng sử dụng số điện thoại để kết nối các cuộc gọi thay vì dùng tên người đăng ký thuê bao được phát triển và lần đầu tiên đưa vào sử dụng vào khoảng từ năm 1879 đến 1880 ở Lowell, Hoa Kỳ, nhằm đơn giản hóa việc huấn luyện cho các điều phối viên ở các trạm điện thoại.